# Старі Дороги
Старі Дороги (біл. Старыя Дарогі) — місто в Мінській області Білорусі, центр Стародорозького району.

## Відомі особистості
В поселенні народилась:
- Борисевич Катерина Анатоліївна (нар. 1984) — білоруська журналістка, в'язень сумління.
- Жаринова Тамара Олександрівна (нар. 1939) — радянська та українська вчена-хімік.